# Saxifraga yvesii
Saxifraga yvesii är en stenbräckeväxtart som beskrevs av Neyraut, Amp; Verguin och Luizet. Saxifraga yvesii ingår i Bräckesläktet som ingår i familjen stenbräckeväxter. Inga underarter finns listade i Catalogue of Life.